# Microsporum canis
Microsporum canis é um fungo que pode causar tinea capitis em humanos e dermatofitoses, em animais de estimação ("pets"). O maior reservatório desses animais é em gatos e cães domésticos. Sob iluminação UV (lâmpada de Wood), eles apresentam fluorescência verde brilhante 30–80% das vezes.
Ele é relacionado de forma próxima com outros dermatófitos.